# Weipa
Weipa è la più grande città sulle rive del Golfo di Carpentaria nella Penisola di Capo York del Queensland in Australia. Dal censimento del 2006, risulta che Weipa, con una popolazione di 2.830, rappresenta la più grande comunità della penisola.
La sua esistenza è giustificata dagli enormi depositi di bauxite che si trovano lungo la costa. Il porto di Weipa è interessato principalmente dalle esportazioni di bauxite e bestiame.